# Nanometa gentilis
Nanometa gentilis là một loài nhện trong họ Tetragnathidae. Chúng thuộc chi đơn loài Nanometa, được Eugène Simon miêu tả năm 1908.